# Bistum Neuburg
Das Bistum Neuburg war eine Diözese in Oberbayern.

## Geschichte
Die Gründung des Bistums Neuburg erfolgte wahrscheinlich vor 750. Bischofssitz und namensgebend war Neuburg an der Donau, das schon zur Römerzeit besiedelt war und das in die Reihe der auf -burg endenden ehemaligen Römerorte zählt, die sich in der Spätantike oder im Frühmittelalter zu Bischofssitzen entwickelten, wie Augsburg, Regensburg und Salzburg. Simpert, der letzte Neuburger Bischof, wird in einer Quelle auch „Stafnensis“ genannt, weshalb das Kloster Staffelsee auf der Insel Wörth im Staffelsee bei Murnau als zweiter Sitz des Bistums Neuburg anzusehen ist.
Am 20. April 798 wurde das Bistum Neuburg als Suffraganbistum der Erzdiözese Salzburg unterstellt. Bischof Simpert, der gleichzeitig Bischof von Augsburg war, vereinigte das Bistum Neuburg zwischen 801 und 807 mit dem Bistum Augsburg. Damit erlosch das Bistum Neuburg, das den östlich des Lechs gelegenen Teil des Augsburger Bistumssprengels umfasst hatte.

## Bischöfe
- Weggo (740–765)
- Manno († vor 774)
- Odalbert (777–789)
- Hl. Simpert (789–801/807)